# Arkadiusz Pacholski
Arkadiusz Pacholski (ur. 1964 w Kaliszu, zm. 11 stycznia 2021 tamże) – polski historyk, pisarz, laureat Nagrody Fundacji im. Kościelskich (1999), dziennikarz, animator kultury, aktywista miejski.

## Życiorys
W 1983 złożył egzamin dojrzałości w I Liceum Ogólnokształcącym im. Adama Asnyka w Kaliszu. Absolwent historii na Uniwersytecie Wrocławskim, gdzie w roku 1989 obronił pracę magisterską Rosyjski dwór szlachecki w XIX i na początku XX wieku.
Debiutował w 1986 w Kaliszu na łamach miesięcznika „Południowa Wielkopolska”. Publikował eseje, szkice i recenzje m.in. w „Twórczości”, „Literaturze”, „Kwartalniku Artystycznym”, paryskiej „Kulturze”, „Midraszu” i „Nowych Książkach”. W latach 1990–1998 pracował jako dziennikarz w pismach regionalnych oraz w Telewizji Polskiej. Od roku 2000 pisał artykuły o różnej tematyce dla „Gazety Wyborczej”, miesięcznika „Architektura & Biznes” i innych pism.
W 1998 został wybranym na radnego Rady Miasta Kalisza III kadencji.
Był też animatorem kultury i aktywistą miejskim, założycielem i prezesem Stowarzyszenia Kalisz Literacki oraz współzałożycielem i pierwszym prezesem stowarzyszenia Rowerem do Nowoczesności. Jest autorem Standardów dla projektantów, wykonawców i zarządców infrastruktury dla pieszych przyjętych w roku 2016 przez Miasto Kalisz.
Arkadiusz Pacholski był pomysłodawcą i kuratorem projektów artystycznych: Bekanntmachungen 1914 – 1918 oraz Sztuka w oknie.
Zmarł 11 stycznia 2021 w Kaliszu; został pochowany na cmentarzu na Tyńcu w Kaliszu. W 2022 Bożena Pacholska, matka pisarza, przekazała spuściznę Arkadiusza Pacholskiego, m.in. bogaty księgozbiór, Miejskiej Bibliotece Publicznej im. Adama Asnyka w Kaliszu.

## Twórczość
Książki eseistyczne
- Pochwała stworzenia. Eseje i gawędy (1998)[11]
- Widok z okna na strychu. Eseje i gawędy wtóre (1999)[12]
- Brulion paryski (2000)[13]
- Krajobraz z czerwonym słońcem (2001)[14]
- Domowe zapasy (2003)[15]

Opowiadania i powieści
- Lśnienie nad głębiną (2003)[16]
- Nikt z rodziny (2005)[17]
- Człowiek o stu twarzach (2006)[18]
- Niemra (2011)[19]

Twórczość telewizyjna i dokument filmowy
- Niepokoje końca tysiąclecia, cykliczna audycja autorska emitowana w latach 1993–1995 przez II Program TVP.
- Myślenie ma przeszłość, cykliczna audycja autorska emitowana w latach 1995–1996 przez II Program TVP.
- Kaliskie Archiwum Filmowe i Archiwum Filmowe Wielkopolski Południowej, 2013 – 2015[potrzebny przypis].
- Cycling in a Polish Car City, spot filmowy 2015.[20]
- Moi rodzice podpisali Volksliste. Materiały do filmu, film dokumentalny, 2015[21]

## Nagrody
- Nagroda Literacka Fundacji Władysława i Nelly Turzańskich, 1998.
- Nagroda Fundacji im. Kościelskich, 1999.
- nominacja do Literackiej Nagrody Europy Środkowej „Angelus”, 2012.
- II Nagroda w kategorii seminaria na Międzynarodowym Biennale Architektury w Krakowie, 2015[22].